# Ácido selénico
El ácido selénico es un compuesto químico con la fórmula H2SeO4. Su estructura más exacta es (HO)2SeO2.
Según la teoría de repulsión de los pares electrónicos de la capa de valencia, el centro de la molécula presenta geometría tetraédrica, con una longitud de enlace Se-O de 161 pm.